# Musica Britannica

Musica Britannica est une publication musicale historique nationale du Royaume-Uni, créée en 1951 en tant que « collections nationales autorisées de la musique britannique ».

## Sommaire
| Vol. | Titre                                                                  | Édition                                   | Éditeur                                                 | Notes                   |
| ---- | ---------------------------------------------------------------------- | ----------------------------------------- | ------------------------------------------------------- | ----------------------- |
| 1    | Mulliner Book                                                          | 1951, 1954 2e éd. 1973, nouvelle éd. 2011 | John Caldwell                                           | web                     |
| 2    | Matthew Locke et Christopher Gibbons, Cupid and Death                  | 1951 ; réd. 1965                          | Edward J. Dent                                          |                         |
| 3    | Thomas Arne, The Masque of Comus                                       | 1951                                      | Julian Herbage                                          |                         |
| 4    | Mediaeval Carols                                                       | 1952 ; réd. 1958                          | John Stevens                                            |                         |
| 5    | Thomas Tomkins, Keyboard Music                                         | 1955 ; réd. 2010                          | Stephen Tuttle                                          |                         |
| 6    | John Dowland, Ayres for Four Voices                                    | nouvelle éd. 2000                         | David Greer                                             |                         |
| 7    | John Blow, Anthems I: Coronation and Verse Anthems                     | 1953 ; réd. 1969                          | Anthony Lewis et H. Watkins Shaw                        |                         |
| 8    | John Dunstable, Complete Works                                         | 1953 ; rééd. 1970                         | Manfred Bukofzer                                        |                         |
| 9    | Jacobean Consort Music                                                 | 1955 ; rééd. 1962                         | William Coates et Thurston Dart                         |                         |
| 10   | The Eton Choirbook I                                                   | 1956 ; rééd. 1967                         | Frank Harrison                                          |                         |
| 11   | The Eton Choirbook II                                                  | 1958 ; rééd. 2002                         | Frank Harrison                                          |                         |
| 12   | The Eton Choirbook III                                                 | 1961 ; rééd. 2010                         | Frank Harrison                                          |                         |
| 13   | William Boyce, Ouvertures                                              | 1957                                      | Gerald Finzi                                            |                         |
| 14   | John Bull, Keyboard Music I                                            | 1960 ; rééd. 2001                         | John Steele et Francis Cameron, modifiée par Alan Brown |                         |
| 15   | Music of Scotland, 1500–1700                                           | 1957 ; rééd. 1975                         | Kenneth Elliott                                         |                         |
| 16   | Stephen Storace, No Song, No Supper                                    | 1959                                      | Roger Fiske                                             | web                     |
| 17   | John Field, Concertos for Piano and Orchestra, nos. 1–3                | 1961                                      | Frank Merrick                                           |                         |
| 18   | Music at the Court of Henry VIII                                       | 1962 ; rééd. 1969                         | John Stevens                                            |                         |
| 19   | John Bull, Keyboard Music II                                           | 1963 ; rééd. 1970                         | Thurston Dart                                           |                         |
| 20   | Orlando Gibbons, Keyboard Music                                        | 1962 ; rééd. 2010                         | Gerald Hendrie                                          |                         |
| 21   | William Lawes, Consort Music                                           | 1963 ; rééd. 1971                         | Murray Lefkowitz                                        |                         |
| 22   | Consort Songs                                                          | 1967 ; rééd. 1974                         | Philip Brett                                            |                         |
| 23   | Thomas Weelkes, Collected Anthems                                      | 1966 ; rééd. 1975                         | David Brown, Walter Collins et Peter Le Huray           |                         |
| 24   | Giles Farnaby, Keyboard Music                                          | 1965 ; rééd. 1974                         | Richard Marlow                                          |                         |
| 25   | Richard Dering: Secular Vocal Music                                    | 1969                                      | Peter Platt                                             |                         |
| 26   | John Jenkins, Consort Music in Four Parts                              | 1969 ; rééd. 1975                         | Andrew Ashbee                                           |                         |
| 27   | William Byrd, Keyboard Music I                                         | 1969 ; rééd. 2013                         | Alan Brown                                              |                         |
| 28   | William Byrd, Keyboard Music II                                        | 1971 ; rééd. 2004                         | Alan Brown                                              |                         |
| 29   | Peter Philips, Select Italian Madrigals                                | 1970                                      | John Steele                                             |                         |
| 30   | Thomas Linley junior, A Shakespeare Ode                                | 1970                                      | Gwilym Beechey                                          |                         |
| 31   | Matthew Locke, Chamber Music I                                         | 1971                                      | Michael Tilmouth                                        |                         |
| 32   | Matthew Locke, Chamber Music II                                        | 1972                                      | Michael Tilmouth                                        |                         |
| 33   | English Songs, 1625–1660                                               | 1971 ; rééd. 1977                         | Ian Spink                                               |                         |
| 34   | Pelham Humfrey, Complete Church Music I                                | 1972                                      | Peter Dennison                                          |                         |
| 35   | Pelham Humfrey, Complete Church Music II                               | 1972 ; rééd. 1985                         | Peter Dennison                                          |                         |
| 36   | Early Tudor Songs and Carols                                           | 1975                                      | John Stevens                                            |                         |
| 37   | Sterndale Bennett, Selected Piano and Chamber Music                    | 1972                                      | Geoffrey Bush                                           |                         |
| 38   | Matthew Locke, Anthems and Motets                                      | 1976                                      | Peter Le Huray                                          |                         |
| 39   | John Jenkins, Consort Music of Six Parts                               | 1977                                      | Donald Peart                                            |                         |
| 40   | Music for Mixed Consort                                                | 1977                                      | Warwick Edwards                                         |                         |
| 41   | Samuel Wesley, Confitebor tibi, Domine                                 | 1978                                      | John Marsh                                              |                         |
| 42   | Thomas Arne, The Judgment of Paris                                     | 1978                                      | Ian Spink                                               |                         |
| 43   | English Songs, 1800–1860                                               | 1979                                      | Geoffrey Bush et Nicholas Temperley                     |                         |
| 44   | Elizabethan Consort Music I                                            | 1979                                      | Paul Doe                                                |                         |
| 45   | Elizabethan Consort Music II                                           | 1988                                      | Paul Doe                                                |                         |
| 46   | John Coprario, Fantasia-Suites                                         | 1980                                      | Richard Charteris                                       |                         |
| 47   | Thomas Arne, Alfred                                                    | 1981                                      | Alexander Scott                                         |                         |
| 48   | Orlando Gibbons, Consort Music                                         | 1982                                      | John Harper                                             |                         |
| 49   | Hubert Parry, Songs                                                    | 1982                                      | Geoffrey Bush                                           |                         |
| 50   | John Blow, Anthems II: Anthems with Orchestra                          | 1984                                      | Bruce Wood                                              |                         |
| 51   | Matthew Locke, Dramatic Music                                          | 1986                                      | Michael Tilmouth                                        |                         |
| 52   | Charles Villiers Stanford, Songs                                       | 1986                                      | Geoffrey Bush                                           |                         |
| 53   | Collected English Lutenist Partsongs I                                 | 1987                                      | David Greer                                             |                         |
| 54   | Collected English Lutenist Partsongs II                                | 1989                                      | David Greer                                             |                         |
| 55   | Elizabethan Keyboard Music                                             | 1989                                      | Alan Brown                                              |                         |
| 56   | Songs, 1860–1900                                                       | 1989                                      | Geoffrey Bush                                           |                         |
| 57   | Samuel Sebastian Wesley, Anthems I                                     | 1990                                      | Peter Horton                                            |                         |
| 58   | Maurice Greene, Ode on St Cecilia's Day and Anthem: Hearken unto me    | 1991                                      | H. Diack Johnstone                                      |                         |
| 59   | Thomas Tomkins, Consort Music                                          | 1991                                      | John Irving                                             |                         |
| 60   | William Lawes, Fantasia-Suites                                         | 1991                                      | David Pinto                                             |                         |
| 61   | Peter Philips, Cantiones Sacrae Octonis Vocibus                        | 1992                                      | John Steele                                             |                         |
| 62   | Alfonso Ferrabosco der Jüngere, Four-Part Fantasias for Viols          | 1992                                      | Andrew Ashbee et Bruce Bellingham                       |                         |
| 63   | Samuel Sebastian Wesley, Anthems II                                    | 1993                                      | Peter Horton                                            |                         |
| 64   | John Blow, Anthems III: Anthems with Strings                           | 1993                                      | Bruce Wood                                              |                         |
| 65   | Richard Mico, Consort Music                                            | 1994                                      | Andrew Hanley                                           |                         |
| 66   | Tudor Keyboard Music, c. 1520–1580                                     | 1995                                      | John Caldwell                                           |                         |
| 67   | John Ward, Consort Music of Five and Six Parts                         | 1995                                      | Ian Payne                                               |                         |
| 68   | William Boyce, Solomon: A Serenata                                     | 1996                                      | Ian Bartlett                                            |                         |
| 69   | John Blow, Complete Organ Music                                        | 1996                                      | Barry Cooper                                            |                         |
| 70   | John Jenkins, Consort Music of Three Parts                             | 1997                                      | Andrew Ashbee                                           |                         |
| 71   | John Field, Nocturnes and Related Pieces                               | 1997                                      | Robin Langley                                           |                         |
| 72   | William Shield, Rosina                                                 | 1998                                      | John Drummond                                           |                         |
| 73   | John Blow, Complete Harpsichord Music                                  | 1998                                      | Robert Klakowich                                        |                         |
| 74   | Thomas Watson, Italian Madrigals Englished                             | 1999                                      | Albert Chatterley                                       |                         |
| 75   | Peter Philips, Complete Keyboard Music                                 | 1999                                      | David J. Smith                                          |                         |
| 76   | John Eccles, Semele                                                    | 2000                                      | Richard Platt                                           |                         |
| 77   | Cipriani Potter, Symphony in G minor                                   | 2001                                      | Julian Rushton                                          |                         |
| 78   | John Jenkins, Fantasia-suites I                                        | 2001                                      | Andrew Ashbee                                           |                         |
| 79   | John Blow, Anthems IV: Anthems with Instruments                        | 2002                                      | Bruce Wood                                              |                         |
| 80   | Hubert Parry, Sonatas for Violin and Pianoforte                        | 2003                                      | Jeremy Dibble                                           |                         |
| 81   | Alfonso Ferrabosco II, Consort Music of Five and Six Parts             | 2004                                      | Christopher Field et David Pinto                        |                         |
| 82   | Maurice Greene, Phoebe                                                 | 2004                                      | H. Diack Johnstone                                      |                         |
| 83   | John Ward: Consort Music of Four Parts                                 | 2005                                      | Ian Payne                                               |                         |
| 84   | Thomas Roseingrave: Complete Keyboard Music                            | 2006                                      | H. Diack Johnstone et Richard Platt                     |                         |
| 85   | Eighteenth-Century Psalmody                                            | 2007                                      | Nicholas Temperley et Sally Drage                       |                         |
| 86   | Stephen Storace: Gli equivoci                                          | 2007                                      | Richard Platt                                           |                         |
| 87   | Richard Dering: Motets for one, two or three voices and basso continuo | 2008                                      | Jonathan P. Wainwright                                  |                         |
| 88   | William Croft: Complete Chamber Music                                  | 2009                                      | H. Diack Johnstone                                      |                         |
| 89   | Samuel Sebastian Wesley: Anthems III                                   | 2009                                      | Peter Horton                                            |                         |
| 90   | John Jenkins : Fantasia-suites II                                      | 2010                                      | Andrew Ashbee                                           |                         |
| 91   | William Croft : Canticles and anthems with orchestra                   | 2011                                      | Donald Burrows                                          |                         |
| 92   | George Butterworth : Orchestral works                                  | 2012                                      | Peter Ward Jones                                        |                         |
| 93   | Thomas Ravenscroft : Rounds, canons and songs from printed sources     | 2012                                      | John Morehen und David Mateer                           |                         |
| 94   | English keyboard concertos, 1740–1815                                  | 2013                                      | Peter Lynan                                             |                         |
| 95   | Songs in British sources, c. 1150–1300                                 | 2013                                      | Helen Deeming                                           |                         |
| 96   | English keyboard music, c. 1600–1625                                   | 2014                                      | Alan Brown                                              |                         |
| 97   | Secular polyphony 1380–1480                                            | 2014                                      | David Fallows                                           |                         |
| 98   | Richard Dering, Motets and anthems                                     | 2015                                      | Jonathan Wainwright                                     |                         |
| 99   | Savoy curtain-raisers                                                  | 2015                                      | Christopher O'Brien                                     |                         |
| 100  | Thomas Arne, Judith                                                    | 2016                                      | Simon McVeigh et Peter Lynan                            |                         |
| 101  | Peter Philips et Richard Dering, Consort music                         | 2016                                      | David Smith                                             |                         |
| 102  | Keyboard music from Fitzwilliam manuscripts                            | 2017                                      | Christopher Hogwood et Alan Brown                       | Fiche sur stainer.co.uk |